# Heitor Villa-Lobos
Heitor Villa-Lobos, född 5 mars 1887 i Rio de Janeiro, död 17 november 1959 i Rio de Janeiro, var en brasiliansk kompositör, cellist, pianist och dirigent.

## Biografi
Villa-Lobos' musik är influerad av såväl brasiliansk folkmusik som den europeiska klassiska traditionen. Han experimenterade också med nya skalor och polyrytmik. Mest känd är han för sina många sviter, kallade Bachianas brasileiras och Chôros. Han skrev också fem pianokonserter. Han var verksam i Brasilien större delen av sitt liv, men också ett antal år i Paris.

## Utmärkelser
Asteroiden 7244 Villa-Lobos är uppkallad efter honom.

## Verk
Verkförteckningen är inom varje genre sorterad efter David Applebys ”W-nummer”. Då Villa-Lobos skrev över 2000 verk är listan inte komplett.

### Chôros
- W 161 – Chôro nr 1 i e-moll för gitarr (1920)
- W 197 – Chôro nr 2 för flöjt och klarinett (1924)
- W 199 – Chôro nr 7 för flöjt, oboe, klarinett, saxofon, fagott, violin och cello (1924)
- W 206 – Chôro nr 3 för klarinett, fagott, saxofon, 3 horn, trombon och manskör (1925)
- W 207 – Chôro nr 5 i e-moll för piano (1925)
- W 208 – Chôro nr 8 för 2 pianon och orkester (1925)
- W 209 – Chôro nr 10 för blandad kör och orkester (1926)
- W 218 – Chôro nr 4 för 3 horn och trombon (1925)
- W 219 – Chôro nr 6 för orkester (1926)
- W 227 – 2 chôros bis för violin och cello (1928)
- W 228 – Chôro nr 11 för piano och orkester (1928)
- W 232 – Chôro nr 9 för orkester (1929)
- W 233 – Chôro nr 12 för orkester (1929)
- W 239 – Introdução aos Choros för gitarr och orkester (1929)

### Bachianas brasileiras
- W 246 – Bachianas brasileiras nr 1 för 8 celli (1930–38)
- W 247 – Bachianas brasileiras nr 2 för orkester (1930)
  - W 250 – Bachianas brasileiras nr 2 för cello och piano (bearbetning av W 247)
  - W 251 – Bachianas brasileiras nr 2 för cello och piano (bearbetning av W 247)
  - W 252 – Bachianas brasileiras nr 2 för piano (bearbetning av W 247)
  - W 254 – Bachianas brasileiras nr 2 för cello och piano (bearbetning av W 247)
  - W 568 – Bachianas brasileiras nr 2 för cello och piano (bearbetning av W 247)
  - W 569 – Bachianas brasileiras nr 2 för piano (bearbetning av W 247)
- W 388 – Bachianas brasileiras nr 3 för piano och orkester (1938)
- W 264 – Bachianas brasileiras nr 4 för piano (1930–1939, version för orkester 1941)
- W 389 – Bachianas brasileiras nr 5 för sopran och 8 celli (1938 och 1945)
  - W 390 – Bachianas brasileiras nr 5 för sopran och piano (bearbetning av W 389)
  - W 391 – Bachianas brasileiras nr 5 för sopran och gitarr (bearbetning av W 389)
- W 392 – Bachianas brasileiras nr 6 för flöjt och fagott (1938)
- W 432 – Bachianas brasileiras nr 7 för orkester (1942)
- W 444 – Bachianas brasileiras nr 8 för orkester (1944)
- W 449 – Bachianas brasileiras nr 9 kör eller stråkorkester (1945)

### Symfonier
- W 114 – Nr 1 O Imprevisto (1916)
- W 132 – Nr 2 Ascenção (1917)
- W 152 – Nr 3 A Guerra (1919)
- W 153 – Nr 4 A Vitória (1919)
- W 170 – Nr 5 A Paz (1920, förlorad)
- W 447 – Nr 6 Montanhas do Brasil (1944)
- W 458 – Nr 7 Odyssé da Paz (1945)
- W 499 – Nr 8 (1950)
- W 510 – Nr 9 (1951)
- W 511 – Nr 10 Ameríndia (Sumé Pater Patrium) (1952)
- W 527 – Nr 11 (1955)
- W 539 – Nr 12 (1957)

### Konserter
- W 68 – Svit för piano och orkester (1913)
- Op. 50 – Cellokonsert nr 1 (1913, möjligen 1915)
- W 174 – Fantasia de movimentos mixtos för violin och orkester (1921)
- W 213 – O Martírio dos Insetos för violin och orkester eller piano (1925)
- W 240 – Momoprécoce, fantasi för piano och orkester (1921)
- W 325 – Ciranda das sete notas för fagott och stråkorkester (1933)
- W 453 – Pianokonsert nr 1 (1945)
- W 487 – Pianokonsert nr 2 (1948)
- W 490 – Fantasia för sopransaxofon och kammarorkester (1948)
- W 501 – Gitarrkonsert (Fantasia Concertante) (1951)
- W 505 – Pianokonsert nr 4 (1952)
- W 512 – Pianokonsert nr 3 (1948)
- W 515 – Harpkonsert (1953)
- W 516 – Cellokonsert nr 2 (1953)
- W 521 – Pianokonsert nr 5 (1954)
- W 524 – Munspelskonsert (1955)
- W 565 – Concerto Grosso för blåsarkvartett och blåsensemble (1959)
- Chôro nr 11 och Bachianas brasileiras nr 3 är också pianokonserter

### Övrig orkestermusik
- W 14 – Cânticos Sertanejo för flöjt, klarinett och stråkar (1907)
- W 107 – Danças Africanas (1916)
- W 111 – Naufrágio de Kleônicos, symfonisk dikt (1916)
- W 115 – Sinfonietta nr 1 (1916)
- W 116 – Tédio de Alvorada, symfonisk dikt (1916)
- W 118 – Amazonas, balett (1917)
- W 126 – Iára (1917)
- W 133 – Uirapuru (1917)
- W 144 – Dança Frenética (1919)
- W 187 – Dança dos Mosquitos (1922)
- W 188 – A Lenda do Caboclo (1920)
- W 189 – Verde velhice (1922)
- W 265 – Caixinha de Boas Festas, balettsvit (1932)
- W 271 – Evolução dos Aeroplanos (1932)
- W 302 – O Papagaio do moleque, en symfonisk episod (1932)
- W 377 – Descobrimento do Brasil, svit nr 1 (1937)
- W 378 – Descobrimento do Brasil, svit nr 2 (1937)
- W 379 – Descobrimento do Brasil, svit nr 3 (1937)
- W 380 – Descobrimento do Brasil, svit nr 4 (1937)
- W 420 – Saudade da Juventude, svit nr 1 (1940)
- W 437 – Dança da terra, balett (1939)
- W 456 – Madona, symfonisk dikt (1945)
- W 483 – Sinfonietta nr 2 (1947)
- W 495 – Erosão, symfonisk dikt (1950)
- W 504 – Rudá, balett (1951)
- W 508 – Ouverture de L'Homme Tel (1952)
- W 513 – Dawn in the Tropical Forest, ouvertyr (1954)
- W 518 – Odisséia de uma raça, symfonisk dikt (1953)
- W 522 – Gênesis, balett (1954)
- W 531 – Emperor Jones, balett (1956)
- W 550 – Fantasia em Três Movimentos för blåsorkester (1958)
- W 551 – Forest of the Amazon (1958)
- W 552 – Francette et Piá (1958)
- W 566 – Svit nr 1 för kammarorkester (1959)
- W 567 – Svit nr 2 för kammarorkester (1959)

### Kammarmusik
- W 42 – Pianotrio nr 1 (1911)
- W 51 – Sonate-fantaisie nr 1 för violin och piano, Desesperança (1913)
- W 65 – Preludium nr 2 för cello och piano (1913)
- W 83 – Sonate-fantaisie nr 2 för violin och piano (1914)
- W 88 – Berceuse för cello och piano (1915)
- W 89 – Berceuse för violin och piano (1915)
- W 91 – Capriccio för cello och piano (1915)
- W 92 – Capriccio för violin och piano (1915)
- W 96 – Improviso nr 7 för violin och piano (1915)
- W 99 – Suíte graciosa för stråkkvartett (1915, 1946 omarbetad till Stråkkvartett nr 1)
- W 100 – Stråkkvartett nr 2 (1915)
- W 103 –Cellosonat nr 2 (1915)
- W 105 – Pianotrio nr 2 (1915)
- W 112 – Stråkkvartett nr 3 (1916)
- W 122 – O canto do cisne negro för cello och piano (1948)
- W 123 – O canto do cisne negro för violin och piano (1948)
- W 129 – Stråkkvartett nr 4 (1917)
- W 142 – Pianotrio nr 3 (1918)
- W 171 – Violinsonat nr 3 (1920)
- W 175 – Fantasia de movimentos mixtos för violin och piano (1921)
- W 181 – Quarteto simbólico för flöjt, altsaxofon, harpa, celesta och damkör (1921)
- W 182 – Trio för oboe, klarinett och fagott (1921)
- W 191 – Nonetto, Impressão rapida de todo o Brasil för flöjt, oboe, klarinett, saxofon, fagott, celesta, harpa, piano, slagverk och blandad kör (1923–24)
- W 194 – Violinsonat nr 4 (1922)
- W 230 – Kvartett för flöjt, oboe, klarinett och fagott (1928)
- W 231 – Quinteto en forme de choros för flöjt, oboe, klarinett, horn och fagott (1928)
- W 263 – Stråkkvartett nr 5 (1931)
- W 328 – Corrupio för fagott och stråkkvintett (1923)
- W 381 – Distribuição de flores för flöjt och gitarr (1937)
- W 399 – Stråkkvartett nr 6 (1938)
- W 435 – Stråkkvartett nr 7 (1942)
- W 446 – Stråkkvartett nr 8 (1944)
- W 457 – Stråkkvartett nr 9 (1945)
- W 460 – Trio för violin, viola och cello (1945)
- W 461 – Divagação för cello, piano och bastrumma (ad lib.) (1946)
- W 463 – Duo för violin och viola (1946)
- W 468 – Stråkkvartett nr 10 (1946)
- W 481 – Stråkkvartett nr 11 (1947)
- W 493 – Assobio a játo för flöjt och cello (1950)
- W 496 – Stråkkvartett nr 12 (1950)
- W 503 – Stråkkvartett nr 13 (1951)
- W 517 – Fantasia concertante för piano, klarinett och fagott (1953)
- W 519 – Stråkkvartett nr 14 (1953)
- W 523 – Stråkkvartett nr 15 (1954)
- W 526 – Stråkkvartett nr 16 (1955)
- W 535 – Duo för oboe och fagott (1957)
- W 537 – Stråkkvartett nr 17 (1957)
- W 538 – Quintette Instrumental för flöjt, violin, viola, cello och harpa (1957)
- W 549 – Fantasia Concertante för 16 eller 32 celli (1958)
- Chôros nr 2, 3, 4, 7 och Bachianas brasileiras nr 1 och 6 är också kammarmusik

### Musik för solo piano
- W 16 – Valsa Romantica (1907)
- W 34 – Tristorosa (1910)
- W 35 – Bailado infantil  (1911)
- W 45 – Brinquedo de roda (1912)
- W 53 – Suite infantil nr 1 (1912)
- W 76 – O gato e o rato (1914)
- W 78 – Ibericarabe (1914)
- W 82 – Ondulando (1914)
- W 85 – Danças Caracteristicas Africanas (1914)
- W 117 – Suíte floral (1918)
- W 134 – Simples coletânea (1919)
- W 140 – Prole do Bebê, första serien (1921)
- W 148 – Histórias da Carochinha (1919)
- W 157 – Carnaval das crianças (1920)
- W 160 – Bailado infernal (1920)
- W 166 – A Lenda do Caboclo (1920)
- W 180 – Prole do Bebê, andra serien (1921)
- W 184 – Rudepoêma (1921–26)
- W 210 – Cirandinhas (1925)
- W 217 – Sul America (1925)
- W 220 – Cirandas (1926)
- W 222 – Prole do Bebê, tredje serien (1926, förlorad)
- W 226 – Saudades das selvas Brasileiras (1927)
- W 237 – Francette et Pià (1929)
- W 256 – Caixinha de musica quebrada (1931)
- W 277 – Guia pratico, album 1 (1932)
- W 278 – Guia pratico, album 2 (1932)
- W 279 – Guia pratico, album 3 (1932)
- W 280 – Guia pratico, album 4 (1932)
- W 281 – Guia pratico, album 5 (1932)
- W 282 – Guia pratico, album 6 (1932)
- W 283 – Guia pratico, album 7 (1932)
- W 284 – Guia pratico, album 10 (1932)
- W 316 – Valsa da Dor (1932)
- W 358 – Guia pratico, album 8 (1935)
- W 359 – Guia pratico, album 9 (1935)
- W 374 – Ciclo Brasileiro (1936)
- W 407 – New York Skyline (1939)
- W 411 – As Três Marias (1939)
- W 434 – Poema singelo (1938)
- W 473 – Guia pratico, album 11 (1947)
- W 474 – Homenagem a Chopin (1949)

### Musik för sologitarr
- W 20 – Suite populaire brésilienne (1912)
- W 40 – Simples, mazurka (1911)
- W 161 – Chôro nr 1 (1920)
- W 235 – Douze études (1929)
- W 419 – Fem preludier (1940)

### Vokalmusik
- W 90 – Il Bove för röst och piano, cello ad lib. (1915)
- W 125 – A Cascavel för röst och piano (1917)
- W 135 – Amor y perfidia för röst och piano (1918)
- W 150 – Sertão no estio för röst och piano (1918)
- W 151 – Sertão no estio för röst och orkester (1918)
- W 158 – Canções típicas brasileiras för röst och piano (1919/1935)
- W 159 – Canções típicas brasileiras för röst och orkester (1919/1935)
- W 164 – Historietas för röst och orkester (1919)
- W 165 – Historietas för röst och piano (1919)
- W 195 – Svit för sopran och violin (1923)
- W 215 – Seréstas för röst och orkester (1923/1925/1926/1943)
- W 216 – Seréstas för röst och piano (1923/1925/1926/1943)
- W 202 – Canção da terra för röst och piano (1925)
- W 203 – Canção do parachoque för trestämmig kör a cappella (1925)
- W 204 – Cantiga de roda för trestämmig damkör och piano (1925)
- W 205 – Cantiga de roda för damkör och orkester (1925)
- W 221 – Filhas de Maria för röst och piano (1926)
- W 223 – Tres poêmas indigenas för röst och piano (1929)
- W 224 – Tres poêmas indigenas för röst och orkester (1929)
- W 225 – Vira för röst och påiano (1926)
- W 365 – Modinhas e Canções, album 1, för röst och piano (1936)
- W 406 – Modinhas e Canções, album 1, för röst och orkester (1943)
- W 442 – Poema de Itabira för röst och orkester (1947)
- W 443 – Poema de Itabira för röst och piano (1947)
- W 462 – Duas Paisagens för röst och piano (1947)
- W 484 – Big Ben för röst och orkester (1956)
- W 494 – Canção de cristal för röst och piano (1950)
- W 497 – Samba classico för röst och orkester (1950)
- W 498 – Samba classico för röst och piano (1950)
- W 509 – Panis angelicus för fyrstämmig blandad kör a cappella (1952)
- W 525 – Jardim fanado för röst och piano (1955)
- W 551 – Songs of the Tropical Forest för röst och orkester (1958)
- W 557 – Sete vezes för röst och orkester (1959)
- W 558 – Sete vezes för röst och piano (1959)
- W 560 – Veleiros för röst och orkester (1958)
- W 561 – Veleiros för röst och piano (1958)
- W 562 – Veleiros för röst och två gitarrer (1958)

### Körmusik
- W 154 – Vidapura för solister, kör och orgel (1919)
- W 155 – Vidapura för solister, kör och orkester (1919)
- W 185 – Brasil novo för kör och orkester (1922)
- W 185 – Brasil novo för kör och band (1922)
- W 200 – Canção  da terra för damkör och orkester (1925)
- W 201 – Canção  da terra för damkör och piano (1925)
- W 267 – Consolação för fyrstämmig blandad kör a cappella (1932)
- W 319 – Ave Maria för fyrstämmig blandad kör a cappella (1933)
- W 329 – As Costureiras för damkör a cappella (1932)
- W 344 – Danca de roda för tvåstämmig kör, stråkkvartett och fagott (1934)
- W 383 – Missa São Sebastião för trestämmig kör (1937)
- W 417 – Mandu Çarará för orkester, blandad kör och barnkör (1939)
- W 581 – Na Bahia tem för fyrstämmig manskör a cappella (1928)
- W 506 – Duas lendas amerindias em nheengatu  (1952)
- W 553 – Magnificat alleluia för solist blandad kör och orkester (1958)
- W 554 – Magnificat alleluia för solist blandad kör och orgel (1958)

### Operor
- W 55 – Izaht (1912–14, 1918, rev. 1921)
- W 156 – Zoé (1920, opublicerad)
- W 177 – Malazarte (1921, förlorad)
- W 476 – Magdalena, musikal (1948)
- W 528 – Yerma (1956)
- W 540 – A Menina nas Nuvens (1958)